# ألين (تكساس)
ألين (بالإنجليزية: Allen)‏ هي مدينة أمريكية تقع في ولاية تكساس.تبلغ مساحة هذه المدينة 70.2 (كم²)،ويبلغ عدد سكانها 84246 نسمة حسب إحصاء سنة 2010 م. تشير إحصاءات سنة 2000م بأن الكثافة السكانية في هذه المدينة تقدر بـ(1200.1) نسمة/كم2.

## التركيبة السكانية
حدّد مكتب تعداد الولايات المتحدة بيانات التركيبة السكانية لألين في تعداد الولايات المتحدة. في ما يلي، التركيبة السكانية حسب تعدادي 2000 و2010.

### تعداد عام 2000
بلغ عدد سكان ألين 43,554 نسمة بحسب تعداد عام 2000، وبلغ عدد الأسر 14,205 أسرة وعدد العائلات 12,045 عائلة مقيمة في المدينة. في حين سجلت الكثافة السكانية 634.9 نسمة لكل كيلومتر مربع (1,644.4/ميل2). وبلغ عدد الوحدات السكنية 15,227 وحدة بمتوسط كثافة قدره 222 لكل كيلومتر مربع (575.0/ميل2).
وتوزع التركيب العرقي للمدينة بنسبة 87.14% من البيض و4.40% من الأمريكيين الأفارقة و0.52% من الأمريكيين الأصليين و3.73% من الأمريكيين ذوي الأصول الآسيوية و0.05% من سكان جزر المحيط الهادئ و2.41% من الأعراق الأخرى و1.75% من عرقين مختلطين أو أكثر و6.98% من الهسبانيون أو اللاتينيون من أي عرق.
بلغ عدد الأسر 14,205 أسرة كانت نسبة 57.2% منها لديها أطفال تحت سن الثامنة عشر تعيش معهم، وبلغت نسبة الأزواج القاطنين مع بعضهم البعض 74.6% من أصل المجموع الكلي للأسر، ونسبة 7.4% من الأسر كان لديها معيلات من الإناث دون وجود شريك، بينما كانت نسبة 2.8% من الأسر لديها معيلون من الذكور دون وجود شريكة وكانت نسبة 15.2% من غير العائلات. تألفت نسبة 11.9% من أصل جميع الأسر من عدة أفراد يعيشون في نفس المنزل ونسبة 1.6% كانت تتألف من شخص يعيش بمفرده يبلغ من العمر 65 عاماً أو أكثر. وبلغ متوسط حجم الأسرة المعيشية 3.07، أما متوسط حجم العائلات فبلغ 3.35.
بلغ العمر الوسطي للسكان 31.4 عاماً. وكانت نسبة 34.9% من القاطنين تحت سن الثامنة عشر، وكانت نسبة 5.4% بين الثامنة عشر والرابعة والعشرين عاماً، ونسبة 40.6% كانت واقعةً في الفئة العمرية ما بين الخامسة والعشرين والرابعة والأربعين عاماً، ونسبة 16.2% كانت ما بين الخامسة والأربعين والرابعة والستين، ونسبة 2.8% كانت ضمن فئة الخامسة والستين عاماً فما فوق. يوجد لكل 100 أنثى 99.7 ذكر، ويوجد لكل 100 أنثى في الثامنة عشر من عمرها فما فوق 97.3 ذكر.
بلغ متوسط دخل الأسرة في المدينة 75,792 دولارًا، أما متوسط دخل العائلة فبلغ 78,805 دولارًا. وكان متوسط دخل الذكور 55,775 دولارًا مقابل 36,114 دولارًا للإناث. وسجل دخل الفرد الخاص بالمدينة 26,797 دولارًا. وكانت نسبة 1.6% من العائلات ونسبة 2.7% من السكان تحت خط الفقر، وكان من هؤلاء نسبة 3.2% تحت سن الثامنة عشر ونسبة 4.8% في الخامسة والستين من العمر وما فوق.

### تعداد عام 2010
بلغ عدد سكان ألين 84,246 نسمة بحسب تعداد عام 2010، وبلغ عدد الأسر 27,870 أسرة وعدد العائلات 22,752 عائلة مقيمة في المدينة. في حين سجلت الكثافة السكانية 1,228.1 نسمة لكل كيلومتر مربع (3,180.8/ميل2). وبلغ عدد الوحدات السكنية 28,877 وحدة بمتوسط كثافة قدره 420.9 لكل كيلومتر مربع (1,090.1/ميل2).
وتوزع التركيب العرقي للمدينة بنسبة 72.01% من البيض و8.39% من الأمريكيين الأفارقة و0.55% من الأمريكيين الأصليين و12.86% من الأمريكيين ذوي الأصول الآسيوية و0.06% من سكان جزر المحيط الهادئ و3.19% من الأعراق الأخرى و2.94% من عرقين مختلطين أو أكثر و11.21% من الهسبانيون أو اللاتينيون من أي عرق.
بلغ عدد الأسر 27,870 أسرة كانت نسبة 52.4% منها لديها أطفال تحت سن الثامنة عشر تعيش معهم، وبلغت نسبة الأزواج القاطنين مع بعضهم البعض 67.8% من أصل المجموع الكلي للأسر، ونسبة 9.9% من الأسر كان لديها معيلات من الإناث دون وجود شريك، بينما كانت نسبة 3.9% من الأسر لديها معيلون من الذكور دون وجود شريكة وكانت نسبة 18.4% من غير العائلات. تألفت نسبة 14.8% من أصل جميع الأسر من عدة أفراد يعيشون في نفس المنزل ونسبة 2.8% كانت تتألف من شخص يعيش بمفرده يبلغ من العمر 65 عاماً أو أكثر. وبلغ متوسط حجم الأسرة المعيشية 3.02، أما متوسط حجم العائلات فبلغ 3.37.
بلغ العمر الوسطي للسكان 34.7 عاماً. وكانت نسبة 32.5% من القاطنين تحت سن الثامنة عشر، وكانت نسبة 6.1% بين الثامنة عشر والرابعة والعشرين عاماً، ونسبة 31.5% كانت واقعةً في الفئة العمرية ما بين الخامسة والعشرين والرابعة والأربعين عاماً، ونسبة 24.4% كانت ما بين الخامسة والأربعين والرابعة والستين، ونسبة 5.5% كانت ضمن فئة الخامسة والستين عاماً فما فوق. وتوزع التركيب الجنسي للسكان بنسبة 49.1% ذكور و50.9% إناث.

## أعلام
- جوردن ستون
- مات بار
- غريغ ليتل
- مالكولم بيري
- دان بوكنر